# Franz Ewald Bachmann

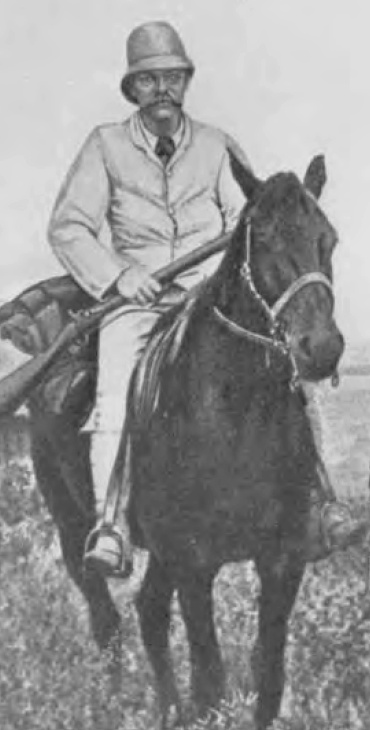
Franz Bachmann auf seinen Reisen in Südafrika

Franz Ewald Bachmann (* 21. Juni 1856 in Lissa bei Posen; † 4. Juni 1931 in Berlin) war ein deutscher Mediziner und Naturforscher.

## Leben
Bachmann studierte in Breslau bei Adolf Engler und in Würzburg, wo er 1883 den Doktor der Medizin erhielt. Anschließend ging er in die Kapkolonie (heute Südafrika). Er kam am 4. Juli 1883 in Begleitung von Friedrich Wilms am Kap der Guten Hoffnung an. Während Wilms nach Durban weiterreiste, praktizierte Bachmann die nächsten vier Jahre als Arzt im Bereich der heutigen Provinz Westkap, zwei Jahre in Darling und die restliche Zeit in Hopefield. Im November 1887 reiste er an Bord der Trojan nach Natal und blieb für ein Jahr in Pondoland, wo er Vertreter der Deutschen Pondoland-Gesellschaft war. Er verfasste einen Bericht über die dortigen natürlichen Ressourcen und versuchte erfolglos, eine deutsche Siedlung vorzubereiten.
Seine erste Reise führte von Durban nach Pietermaritzburg über die Flüsse Ixopo und Umzimkulu zur Mission Clydesdale. Auf dem Rückweg überquerte er den Fluss Ibisi in der Nähe von Harding, wo er die Marburger Mission antraf, bevor er per Boot von Port Shepstone nach Durban zurückkehrte. Seine zweite Reise begann am 15. Januar 1888, als er mit Konrad Beyrich zu Pferd aus der Marburger Mission reiste. Sie reisten über Flagstaff nach Lusikisiki und besuchten Qawukeni oder Qaukeni, den Kraal des Oberhauptes des Pondovolkes. Von dort gingen sie in den Egossa-Wald und weiter nach Port St. Johns. Bachmann gründete die Stationen Lambas (auch Lombaas) bei Port Grosvenor und Intsubana am Rand des Egossa-Waldes. Er machte einen kurzen Ausflug zu den Mateku-Wasserfällen an einem Nebenfluss des Umsikaba. Er erreichte Durban im November 1888 und fuhr über Port Elizabeth und Kapstadt zurück nach Deutschland, wo er im Januar 1889 eintraf. Bachmann beschrieb seine Erlebnisse in dem Buch Süd-Afrika, das 1901 in Berlin erschien.
1896 wurde Bachmann Kreisarzt in Ilfeld am Harz. 1917 zog er nach Hamburg-Hamm.

## Werk

### Naturkundliches Werk
Neben Pflanzen sammelte er Pilze, Flechten und Moose sowie weitere naturkundliche Funde. Insektensammlungen, hauptsächlich Käfer, die von ihm in Münster, Breslau und Mähren hergestellt wurden, werden im Museum für Naturkunde in Münster aufbewahrt. Die in Transvaal hergestellten Insektensammlungen befinden sich im Berliner Naturkundemuseum.
Er wird in diversen Gattungsnamen, etwa Bachmannia chubutensis, gewürdigt.

### Heilkundliches Werk
Bachmann verfasste etwa 40 medizinische Fachartikel. Seinen Thesen zufolge sollten nicht die anorganischen Naturwissenschaften, wie Physik und Chemie, sondern die Biologie und „Entwickelungslehre“ Basis der Heilkunde sein. Die meisten wirksamen Heilmittel seien „evakuierende Mittel“ im Sinne der Humoralpathologie. Diese alten Anschauungen sollten mit modernen biologischen und bakteriologischen Kenntnissen verknüpft werden. Auch das Wesen von Konstitution, Disposition und Immunität finde hierin seine Erklärung. Evakuierende Mittel, besonders der Aderlass, sollten nach Ansicht Bachmanns mehr Beachtung finden. Die Hauptursache der Abwendung bestimmter sozialer Schichten von der Schulmedizin läge in der verkehrten Ausrichtung Letzterer.

## Werke (Auswahl)
- Was ist Krankheit und wie heilen wir? (Berlin 1894)
- Die drei Kardinalmittel der Heilkunst Hufelands. (München 1896)
- Süd-Afrika – Reisen, Erlebnisse und Beobachtungen während eines sechsjährigen Aufenthaltes in der Kapkolonie, Natal und Pondoland. (Berlin 1901)